# Подградський потік (притока Вагу, Ілава)
Подградський потік (словац. Podhradský potok) — річка в Словаччині, ліва притока Вагу, протікає в окрузі Ілава.
Довжина — 18.9 км.
Бере початок в масиві Стражовске-Врхи на висоті 820 метрів. Протікає селом Кошеца. Впадає Порубський потік.
Впадає у Ваг при місті Ілава на висоті 238 метрів.